# Teen Choice Awards 2017
Ceremoniál Teen Choice Awards 2017 se konal 13. srpna 2017 v The Forum v Inglewoodu. V rámci předávání cen se konal festival Teen Fest, který moderoval Jake Paul a byl vysílaný prostřednictvím YouTube.

## Vystupující
- Kyle a Lil Yachty – „iSpy“
- Rita Ora – „Your Song“
- Louis Tomlinson, Bebe Rexha a Digital Farm Animals – „Back to You“
- PRETTYMUCH – „Would You Mind“
- Obsazení seriálu Star – „Ain't Thinkin' Bout You“
- French Montana, Swae Lee, Rae Sremmurd – „Unforgettable“ a „Black Beatles“
- Clean Bandit a Zara Larsson – „Rockabye“ a „Symphony“

## Účinkující
- The Dolan Twins
- Lucy Hale
- Janel Parrish
- Chris Pratt
- Tyler Posey
- Yara Shahidi
- Hudson Yang
- Fifth Harmony
- Logan Paul
- Anthony Anderson
- Obsazení seriálu Riverdale

## Vítězové a nominovaní
První vlna nominací byla oznámena 19. června 2017. Druhá vlna byla oznámena 12. července 2017. Vítězové jsou označeni tučně.

### Film
| Akční film | Herec: akční film | Herečka: akční film |
| --- | --- | --- |
| - Wonder Woman - Rychle a zběsile 8 - Logan: Wolverine - Transformers: Poslední rytíř - Piráti z Karibiku: Salazarova pomsta - xXx: Návrat Xandera Cage                                                                                              | - Chris Pine – Wonder Woman - Vin Diesel – xXx: Návrat Xandera Cage - Johnny Depp – Piráti z Karibiku: Salazarova pomsta - Hugh Jackman – Logan: Wolverine - Dwayne Johnson – Rychle a zběsile 8 - Brenton Thwaites – Piráti z Karibiku: Salazarova pomsta | - Gal Gadotová – Wonder Woman - Nina Dobrevová – xXx: Návrat Xandera Cage - Deepika Padukone – xXx: Návrat Xandera Cage - Michelle Rodriguezová – Rychle a zběsile 8 - Ruby Rose – xXx: Návrat Xandera Cage - Kaya Scodelario – Piráti z Karibiku: Salazarova pomsta                                               |
| Dramatický film | Herec: Drama | Herečka: Drama |
| - Všechno úplně všechno - Before I Fall - Hořkých sedmnáct - Velký dar - Skrytá čísla - Chatrč | - Kian Lawley – Before I Fall - Chris Evans – Velký dar - Andrew Garfield – Hacksaw Ridge: Zrození hrdiny - Taylor Lautner – Run the Tide - Nick Robinson – Všechno úplně všechno                                                                          | - Emma Watsonová – The Circle - Zoey Deutch – Before I Fall - Taraji P. Henson – Skrytá čísla - Hailee Steinfeld – Hořkých sedmnáct - Amandla Stenberg – Všechno úplně všechno |
| Sci-fi | Herec: Sci-fi | Herečka: Sci-fi |
| - Strážci Galaxie Vol. 2 - Příchozí - Kong: Ostrov lebek - Power Rangers: Strážci vesmíru - Rogue One: A Star Wars Story - Vesmír mezi námi | - Chris Pratt – Strážci Galaxie Vol. 2 - Asa Butterfield – Vesmír mezi námi - Tom Hiddleston – Kong: Ostrov lebek - Diego Luna – Rogue One: A Star Wars Story - Dacre Montgomery – Power Rangers: Strážci vesmíru - Jeremy Renner – Příchozí               | - Zoe Saldana – Strážci Galaxie Vol. 2 - Amy Adamsová – Příchozí - Becky G – Power Rangers: Strážci vesmíru - Felicity Jones – Rogue One: A Star Wars Story - Brie Larson – Kong: Ostrov lebek - Naomi Scott – Power Rangers: Strážci vesmíru                                                                      |
| Fantasy | Herec: Fantasy | Herečka: Fantasy |
| - Kráska a zvíře - Doctor Strange - Fantastická zvířata a kde je najít - Sirotčinec slečny Peregrinové pro podivné děti - Odvážná Vaiana: Legenda o konci světa                                                                                      | - Dwayne Johnson – Odvážná Vaiana: Legenda o konci světa - Asa Butterfield – Sirotčinec slečny Peregrinové pro podivné děti - Benedict Cumberbatch – Doctor Strange - Eddie Redmayne – Fantastická zvířata a kde je najít - Dan Stevens – Kráska a zvíře   | - Emma Watsonová – Kráska a zvíře - Auli'i Cravalho – Odvážná Vaiana: Legenda o konci světa - Eva Greenová – Sirotčinec slečny Peregrinové pro podivné děti - Rachel McAdamsová – Doctor Strange - Katherine Waterston – Fantastická zvířata a kde je najít                                                        |
| Komedie | Herec: Komedie | Herečka: Komedie |
| - Hledá se Dory - Auta 3 - Špióni odvedle - LEGO Batman film - Stůl číslo 19 | - Zac Efron – Pobřežní hlídka - Will Arnett – LEGO Batman film - Zach Galifianakis – Špióni odvedle - Ricky Garcia – Bigger Fatter Liar - Dwayne Johnson – Pobřežní hlídka - Owen Wilson – Auta 3                                                          | - Ellen DeGeneresová – Hledá se Dory - Alexandra Daddario – Pobřežní hlídka - Gal Gadotová – Špióni odvedle - Jennifer Hudson – Sandy Wexler - Tori Kelly – Zpívej - Anna Kendrick – Stůl číslo 19 |
| Zloduch | Průlomová hvězda | Letní film |
| - Luke Evans – Kráska a zvíře - Elizabeth Banksová – Power Rangers: Strážci vesmíru - Javier Bardem – Piráti z Karibiku: Salazarova pomsta - Priyanka Chopra – Pobřežní hlídka - James McAvoy – Rozpolcený - Charlize Theronová – Rychle a zběsile 8 | - Auli'i Cravalho – Odvážná Vaiana: Legenda o konci světa - Tom Holland – Spider-Man: Homecoming - Janelle Monáe – Skrytá čísla - Deepika Padukone – xXx: Návrat Xandera Cage - Harry Styles – Dunkerk - Zendaya – Spider-Man: Homecoming                  | - Spider-Man: Homecoming - Auta 3 - Piráti z Karibiku: Salazarova pomsta - Transformers: Poslední rytíř - Válka o planetu opic - Wonder Woman |
| Letní filmová hvězda: herec | Letní filmová hvězda: herečka | Chemie |
| - Tom Holland – Spider-Man: Homecoming - Ansel Elgort – Baby Driver - Chris Pine – Wonder Woman - Harry Styles – Dunkerk - Mark Wahlberg – Transformers: Poslední rytíř - Owen Wilson – Auta 3                                                       | - Zendaya – Spider Man: Homecoming - Cara Delevingne – Valerian a město tisíce planet - Gal Gadotová – Wonder Woman - Isabela Moner – Transformers: Poslední rytíř - Mandy Mooreová – 47 metrů - Bella Thorne – Amityville: Probuzení                      | - Emma Watsonová a Dan Stevens – Kráska a zvíře - Zac Efron a Dwayne Johnson – Pobřežní hlídka - Gal Gadotová a Chris Pine – Wonder Woman - Deepika Padukone a Ruby Rose – xXx: Návrat Xandera Cage - Chris Pratt a Zoe Saldana – Strážci Galaxie Vol. 2 - Michelle Rodriguezová a Vin Diesel – Rychle a zběsile 8 |

### Televize
| Dramatický seriál | Herec: Drama | Herečka: Drama |
| --- | --- | --- |
| - Riverdale - Empire - Vzhůru ke hvězdám - Prolhané krásky - Star - Tohle jsme my                                                                                             | - Cole Sprouse – Riverdale - Sterling K. Brown – Tohle jsme my - Ian Harding – Prolhané krásky - Jussie Smollett – Empire - Milo Ventimiglia – Tohle jsme my - Jesse Williams – Chirurgové | - Lucy Hale – Prolhané krásky - Troian Bellisario – Prolhané krásky - Ashley Benson – Prolhané krásky - Shay Mitchell – Prolhané krásky - Sasha Pieterse – Prolhané krásky - Bella Thorne – Vzhůru ke hvězdám                                                        |
| Fantasy-Sci-fi seriál | Herec: Fantasy/Sci-fi | Herečka: Fantasy/Sci-fi |
| - Upíří deníky - Lovci stínů: Nástroje smrti - Stranger Things - Lovci duchů - Vlčí mládě - Timeless                                                                          | - Dylan O'Brien – Vlčí mládě - Jensen Ackles – Lovci duchů - Matthew Daddario – Lovci stínů: Nástroje smrti - Joseph Morgan – The Originals - Bob Morley – The 100 - Ian Somerhalder, Upíří deníky                                                                                               | - Kat Graham – Upíří deníky - Lana Parrilla – Bylo, nebylo - Jennifer Morrisonová – Bylo, nebylo - Abigail Spencer – Timeless - Emeraude Toubia – Lovci stínů: Nástroje smrti - Eliza Taylor, The 100                                                                |
| Akční seriál | Herec: Akční | Herečka: Akční |
| - Flash - Agenti S.H.I.E.L.D. - Arrow - Gotham - Smrtonosná zbraň - Supergirl                                                                                                 | - Grant Gustin – Flash - Stephen Amell – Arrow - Clayne Crawford – Smrtonosná zbraň - Gabriel Luna – Agenti S.H.I.E.L.D. - Wentworth Miller – Útěk z vězení - Chris Wood – Supergirl | - Melissa Benoist – Supergirl - Jordana Brewsterová – Smrtonosná zbraň - Caity Lotz – Legends of Tomorrow - Danielle Panabakerová – Flash - Candice Patton – Flash - Emily Bett Rickards – Arrow                                                                     |
| Komediální seriál | Herec: Komedie | Herečka: Komedie |
| - Zase máme plný dům - Tři kluci a nemluvně - Brooklyn 99 - Jane the Virgin - One Day at a Time - Mladí a hladoví                                                             | - Jean-Luc Bilodeau – Tři kluci a nemluvně - Anthony Anderson, Black-ish - Jamie Camil, Jane the Virgin - Micah Fowler – Život beze slov - Andy Samberg, Brooklyn 99 - Hudson Yang – Huangovi v Americe                                                                                          | - Candace Cameron Bure, Zase máme plný dům - Rose McIver – iZombie - Emma Roberts, Scream Queens - Gina Rodriguez, Jane the Virgin - Yara Shahidi – Black-ish - Zendaya – Tajný život K.C.                                                                           |
| Animovaný seriál | Reality show | Televizní osobnost |
| - Griffinovi - Městečko záhad - Bobovy burgery - Sonic Boom - Rick a Morty - Steven Universe                                                                                  | - The Voice - Chasing Cameron - Dance Moms - Držte krok s Kardashians - Masterchef Junior - Mob Wives - Total Bellas | - Ellen DeGeneresová – The Ellen DeGeneres Show - Anthony Anderson – To Tell the Truth - Tyra Banksová – Amerika má talent - James Corden – The Late Late Show with James Corden - Jimmy Fallon – The Tonight Show Starring Jimmy Fallon - Blake Shelton – The Voice |
| Bývalý televizní seriál | Zloduch | Průlomová hvězda |
| - One Tree Hill - Buffy, přemožitelka upírů - Fresh Prince - O.C. - Sestry - Veronica Mars                                                                                    | - Janel Parrish – Prolhané krásky - Grant Gustin – Flash - Teri Hatcherová – Supergirl - Mark Pellegrino – Lovci duchů - Josh Segarra – Arrow - Cory Michael Smith – Gotham | - Lili Reinhart – Riverdale - K. J. Apa – Riverdale - Millie Bobby Brownová – Stranger Things - Ryan Destiny – Star - Chrissy Metz – Tohle jsme my - Finn Wolfhard – Stranger Things                                                                                 |
| Průlomový pořad | Letní televizní pořad | Letní televizní hvězda: Muž |
| - Riverdale - Vzhůru ke hvězdám - Star - Stranger Things - Tohle jsme my - Timeless                                                                                           | - Vlčí mládě - Amerika má talent - The Fosters - Beat Shazam - Umíte tančit? - Troufalky | - Tyler Posey, Vlčí mládě - Noah Centineo – The Fosters - Cody Christian – Vlčí mládě - Kyle Harris – Stitchers - David Lambert, The Fosters - Harry Shum Jr. – Lovci stínů: Nástroje smrti                                                                          |
| Letní televizní hvězda: Žena | Chemie | |
| - Holland Rodenová – Vlčí mládě - Aisha Dee – Troufalky - Hilary Duffová – Znovu 20 - Shelley Henning, Vlčí mládě - Maia Mitchell – The Fosters - Cierra Ramirez, The Fosters | - Lili Reinhart a Cole Sprouse – Riverdale - Matthew Daddario a Harry Shum Jr. – Lovci stínů: Nástroje smrti - Shay Mitchell a Sasha Pieterse – Prolhané krásky - Holland Rodenová a Dylan O'Brien – Vlčí mládě - Eliza Taylor a Bob Morley – The 100 - Chris Wood a Melissa Benoist – Supergirl | |

### Film a televize
| Zloděj scén | Polibek |
| --- | --- |
| - Camila Mendes – Riverdale - RJ Cyler – Power Rangers: Strážci vesmíru - Josh Gad – Kráska a zvíře - Taylor Lautner – Scream Queens - Colin O'Donoghue – Bylo, nebylo - Michael Rooker – Strážci Galaxie Vol. 2 | - Dan Stevens a Emma Watsonová – Kráska a zvíře - Melissa Benoist a Chris Wood – Supergirl - Orlando Bloom a Keira Knightley – Piráti z Karibiku: Salazarova pomsta - Matthew Daddario a Harry Shum Jr. – Lovci stínů: Nástroje smrti - Jennifer Morrisonová a Colin O'Donoghue – Bylo, nebylo - Chris Pine a Gal Gadotová – Wonder Woman |
| Výbuch vzteku | |
| - Malcolm Barrett – Timeless - Anthony Anderson – Black-ish - Luke Evans – Kráska a zvíře - Madelaine Petsch – Riverdale - Kurt Russell – Strážci Galaxie Vol. 2 - Dan Stevens – Kráska a zvíře                  | |

### Hudba
| Zpěvák | Zpěvačka | Hudební skupina |
| --- | --- | --- |
| - Harry Styles - Justin Bieber - Bruno Mars - Shawn Mendes - Ed Sheeran - The Weeknd | - Ariana Grande - Alessia Cara - Miley Cyrusová - Halsey - Selena Gomez - Katy Perry - Hailee Steinfeld | - Fifth Harmony - The Chainsmokers - Little Mix - Maroon 5 - Twenty One Pilots - The Vamps |
| R&B/Hip-Hopový umělec | Country umělec | Electro umělec |
| - Beyoncé - Chance the Rapper - Drake - Kendrick Lamar - Nicki Minaj - Rihanna | - Carrie Underwood - Kelsea Ballerini - Luke Bryan - Florida Georgia Line - Sam Hunt - Blake Shelton | - Calvin Harris - Steve Aoki - Martin Garrix - David Guetta - Major Lazer - Zedd |
| Latinskoamerický umělec | Rockový umělec | Píseň od zpěvačky |
| - CNCO - Daddy Yankee - Luis Fonsi - Enrique Iglesias - Maluma - Shakira | - Harry Styles - Imagine Dragons - Linkin Park - Paramore - Twenty One Pilots - X Ambassadors | - „Crying in the Club“ – Camila Cabello - „Bad Liar“ – Selena Gomez - „Issues“ – Julia Michaels - „Malibu“ – Miley Cyrusová - „Most Girls“ – Hailee Steinfeld - „Scars to Your Beautiful“ – Alessia Cara                                                                                             |
| Píseň od zpěváka | Píseň od hudební skupiny | Spolupráce |
| - „Slow Hands“ – Niall Horan - „Body Like a Back Road“ – Sam Hunt - „Despacito“ – Luis Fonsi a Daddy Yankee - „Shape of You“ – Ed Sheeran - „Sign of the Times“ – Harry Styles - „That's What I Like“ – Bruno Mars | - „Down“ – Fifth Harmony feat. Gucci Mane - „Believer“ – Imagine Dragons - „Closer“ – The Chainsmokers feat. Halsey - „Guys My Age“ – Hey Violet - „Heathens“ – Twenty One Pilots - “Shout Out to My Ex“ – Little Mix                                                                                            | - „Just Hold On“ – Steve Aoki a Louis Tomlinson - „God, Your Mama, and Me“ – Florida Georgia Line feat. Backstreet Boys - „I Don't Wanna Live Forever“ – Zayn a Taylor Swift - „It Ain't Me“ – Kygo a Selena Gomezová - „No Promises“ – Cheat Codes feat. Demi Lovato - „Stay“ – Zedd a Alessia Cara |
| Elektronická/taneční píseň | Countryová píseň | R&B/Hip-Hopová píseň |
| - „Know No Better“ – Major Lazer feat. Travis Scott, Camila Cabello a Quavo - „2U“ – David Guetta feat. Justin Bieber - „It Ain't Me“ – Kygo a Selena Gomezová - „Just Hold On“ – Steve Aoki a Louis Tomlinson - „Rockabye“ – Clean Bandit feat. Sean Paul a Anne-Marie - „Something Just like This“ – The Chainsmokers a Coldplay | - „Body Like a Back Road“ – Sam Hunt - „Craving You“ – Thomas Rhett feat. Maren Morris - „Every Time I Hear That Song“ – Blake Shelton - „The Fighter“ – Keith Urban feat. Carrie Underwoodová - „God, Your Mama, and Me“ – Florida Georgia Line feat. Backstreet Boys - „In Case You Didn't Know“ – Brett Young | - „I'm the One“ – DJ Khaled feat. Justin Bieber, Quavo, Chance the Rapper a Lil Wayne - „Glorious“ – Macklemore feat. Skylar Greyová - „Location“ – Khalid - „Passionfruit“ – Drake - „Redbone“ – Childish Gambino - „That's What I Like“ – Bruno Mars                                               |
| Latinská píseň | Popová píseň | Rocková píseň |
| - „Despacito“ – Luis Fonsi a Daddy Yankee - „Chantaje“ – Shakira feat. Maluma - „Deja Vu“ – Prince Royce a Shakira - „Hey Ma“ – Pitbull a J Balvin feat. Camila Cabello - „No Le Hablen de Amor“ – CD9 - „Reggaetón Lento (Bailemos)“ – CNCO                                                                                       | - „Shape of You“ – Ed Sheeran - „24k Magic“ – Bruno Mars - „Closer“ – The Chainsmokers feat. Halsey - „Don't Wanna Know“ – Maroon 5 feat. Kendrick Lamar - „Love on the Brain“ – Rihanna - „Stay“ – Zedd a Alessia Cara                                                                                          | - „Believer“ – Imagine Dragons - „Green Light“ – Lorde - „Hard Times“ – Paramore - „Heathens“ – twenty one pilots - „Heavy“ – Linkin Park feat. Kiiara - „Human“ – Rag'n'Bone Man |
| Průlomový umělec | Další velká věc v hudbě | Letní píseň |
| - Chance the Rapper - James Arthur - Halsey - Zara Larsson - Dua Lipa - Julia Michaels | - Grace VanderWaal - Jonas Blue - Forever in Your Mind - Jax Jones - New Hope Club - The Tide | - „Despacito“ – Luis Fonsi a Daddy Yankee - „Bad Liar“ – Selena Gomezová - „Castle on the Hill“ – Ed Sheeran - „Malibu“ – Miley Cyrusová - „Stay“ – Zedd a Alessia Cara - „That's What I Like“ – Bruno Mars                                                                                          |
| Letní hudební hvězda: Žena | Letní hudební hvězda: Muž | Letní hudební hvězda: Skupina |
| - Camila Cabello - Selena Gomezová - Miley Cyrusová - Hasley - Lorde - Katy Perry | - Shawn Mendes - Justin Bieber - Niall Horan - Liam Payne - Harry Styles - Zedd | - Fifth Harmony - The Chainsmokers - Coldplay - Florida Georgia Line - Imagine Dragons - Little Mix |
| Nejlepší letní turné | Mezinárodní umělec | |
| - Ariana Grande – Dangerous Woman Tour - Sam Hunt – 15 in a 30 Tour - Kendrick Lamar – Damn Tour - Bruno Mars – 24K Magic World Tour - Shawn Mendes – Illuminate World Tour - Ed Sheeran – ÷ Tour | - BTS - CD9 - CNCO - EXO - Monsta X - Seventeen | |

### Digitální svět
| Internetová hvězda: žena                                                                           | Internetová hvězda: muž                                                                             |
| -------------------------------------------------------------------------------------------------- | --------------------------------------------------------------------------------------------------- |
| - Liza Koshy - Eva Gutowski - Merrell Twins - Niki and Gabi - Bethany Mota - Lillly Singh          | - Logan Paul - Cameron Dallas - The Dolan Twins - Ryan Higa - Casey Neistat - SWooZie               |
| Internetová hvězda: komedie                                                                        | Internetová hvězda: fashion/beuty                                                                   |
| - Logan Paul - Colleen Ballinger - The Dolan Twins - Liza Koshy - Lele Pons - Lilly Singh          | - Nikkie de Jager - Andrea Brooks - Gigi Gorgeous - Kandee Johnson - Bethany Mota - Mia Stammer     |
| Internetová hvězda: hry                                                                            | Internetová hvězda: hudba                                                                           |
| - Ryan Ohmwrecker - Vikram Singh Barn - Jaryd Lazar - Michael Santana - Rabia Yazbek - Saqib Zahid | - Jake Paul - Cimorelli - Jack & Jack - Carson Lueders - Johnny Orlando - Leroy Sanchez             |
| Nejlepší musical.ly                                                                                | Nejlepší twitter                                                                                    |
| - Baby Ariel - Danielle Cohn - Kristen Hancher - Isaiah Howard - Lisa and Lena - Jacob Sartorius   | - Ellen DeGeneresová - Anna Kendrick - Blake Shelton - Chrissy Teigen - Justin Timberlake - Zendaya |
| Nejlepší instagram                                                                                 | Nejlepší YouTuber                                                                                   |
| - Selena Gomezová - Justin Bieber - Beyoncé - Kendall Jenner - Kylie Jennerová - Taylor Swift      | - Jake Paul - Dolan Twins - Liza Koshy - Casey Neistat - Logan Paul - Lily Singh                    |
| Nejlepší snapchat                                                                                  | |
| - Ariana Grande - Brett Eldredge - Selena Gomezová - Kylie Jennerová - DJ Khaled - Bella Thorne    | |

### Móda
| Nejkrásnější žena                                                                         | Nejkrásnější muž                                                                               |
| ----------------------------------------------------------------------------------------- | ---------------------------------------------------------------------------------------------- |
| - Camila Cabello - Selena Gomezová - Paris Jackson - Deepika Padukone - Rihanna - Zendaya | - Shawn Mendes - Justin Bieber - Zayn Malik - Liam Payne - Louis Tomlinson - Harry Styles      |
| Nejstylovější osobnost                                                                    | Nejkrásnější modelka                                                                           |
| - Harry Styles - Cara Delevingne - Selena Gomezová - Zayn Malik - Rihanna - Zendaya       | - Kendall Jenner - Hailey Baldwin - Ashley Graham - Gigi Hadid - Paris Jackson - Winnie Harlow |

### Sport
| Atlet                                                                                       | Atletka                                                                                                 |
| ------------------------------------------------------------------------------------------- | --- |
| - Stephen Curry - John Cena - Rickie Fowler - LeBron James - Mike Trout - Cristiano Ronaldo | - Simone Biles - The Bella Twins - Sasha Banks - Elena Delle Donne - Laurie Hernandez - Serena Williams |

### Ostatní
| Komik | Tanečník                                                                                                |
| --- | --- |
| - The Dolan Twins - Jordan Doww - Kevin Hart - Gabriel Iglesias - Hasan Minhaj - Lilly Singh                           | - Maddie Ziegler - Derek Hough - Julianne Hough - Kida the Great - Chloe Lukasiak - tWitch              |
| Hra | Osobnost, která mění svět                                                                               |
| - Overwatch - Dota 2 - Hearthstone - Heroes of the Storm - League of Legends - The Legend of Zelda: Breath of the Wild | - Ariana Grande - Rowan Blanchard - Selena Gomezová - Yara Shahidi - Ian Somerhalder - Shailene Woodley |
| Ocenění See Her | Nejlepší fanouškové                                                                                     |
| - Vanessa Hudgens | - Harmonizers - Arianators - Beliebers - Selenators - Sheerios - Smilers                                |